# Michael Crotty
Michael Francis Crotty (ur. 26 marca 1970 w Mallow) – irlandzki duchowny katolicki, arcybiskup, nuncjusz apostolski w Nigerii.

## Życiorys
3 lipca 1994 otrzymał święcenia kapłańskie i został inkardynowany do diecezji Cloyne. W 1997 rozpoczął przygotowanie do służby dyplomatycznej na Papieskiej Akademii Kościelnej. 1 lipca 2001 rozpoczął służbę w dyplomacji watykańskiej pracując kolejno jako sekretarz nuncjatur: w Kenii (2001-2004), Kanadzie (2004-2007) oraz w Iraku (2007-2009). Następnie w latach 2009-2017 był pracownikiem sekcji II watykańskiego Sekretariatu Stanu. W roku 2017 został radcą nuncjatury apostolskiej w Hiszpanii.
1 lutego 2020 został mianowany przez papieża Franciszka nuncjuszem apostolskim w Burkinie Faso oraz arcybiskupem tytularnym Lindisfarna, a 25 kwietnia 2020 został również akredytowany w Nigrze. Sakry biskupiej miał mu udzielić 21 marca 2020 w bazylice św. Piotra w Rzymie Sekretarz stanu Stolicy Apostolskiej, kardynał Pietro Parolin, jednak z powodu pandemii COVID-19 we Włoszech ostatecznie udzielił mu jej 15 sierpnia 2020 w katedrze św. Kolmana w Cobh sekretarz ds. relacji z państwami w Sekretariacie Stanu, arcybiskup Paul Gallagher.
16 lipca 2024 został mianowany nuncjuszem apostolskim w Nigerii